# Abdraimjan İşanov
Abdraïmjan Axmetovïç Ïşanov (Kazachs: Абдраимжан Ахметович Ишанов) (Şımkent, 10 april 1990) is een Kazachs wielrenner die tussen 2012 en 2014 reed voor Continental Team Astana, de opleidingsploeg van de World Tour-formatie Astana.

## Carrière
In 2012 werd Ïşanov opgenomen in de nieuw opgerichte opleidingsploeg van Astana, Continental Team Astana. In zijn eerste seizoen werd hij onder meer derde op het nationale kampioenschap op de weg en zeventiende in het eindklassement van de Ronde van China I. In 2013 werd hij, mede dankzij een zesde plaats in de zevende etappe, vijfde in het eindklassement van de Ronde van het Qinghaimeer. Ondanks top tien-plaatsen in zowel de tijdrit als de wegwedstrijd op het nationale kampioenschap was er voor Isjanov geen plaats bij Seven Rivers Cycling Team, de doorstart van zijn oude ploeg nadat deze was stopgezet wegens meerdere dopinggevallen.

## Ploegen
- 2012 –  Continental Team Astana
- 2013 –  Continental Team Astana
- 2014 –  Continental Team Astana

Axmetov · Ayazbajev · Benfatto · Bïjigitov · Davïdenok · Fedosejev · Gackïy · Galejev · Ïşanov · Koelimbetov · Majdos · Okïşev · Panassenko · Pernebekov · Qojatajev · Rive · Scartezzini · Semenov · Şemyakïn